# Quercoideae
Quercoideae (дубові) — підродина квіткових рослин із родини букових. 

## Поширення
Ростуть у північній півкулі й на великих висотах у тропіках, лише рід Lithocarpus росте в пн.-сх. Австралії.

## Характеристика
Суцвіття — колос чи сережка. Тичинкові й маточкові квітки в окремих суцвіттях чи ні.

## Палеологія
Пилок віком приблизно 56 млн років і ідентифікований як Quercus відомий з Австрії (Hipp et al. 2020), а скам’янілості Castanopsis, приблизно 52 млн років, відомі в Аргентині  (Wilf et al. 2019).

## Роди
- Дуб (Quercus)
- Каштан (Castanea)
- Castanopsis
- Chrysolepis
- Lithocarpus
- Notholithocarpus
- Trigonobalanus